# Greenville 200 1960
Greenville 200 1960 var ett stockcarlopp ingående i Nascar Grand National Series (nuvarande Nascar Cup Series) som kördes 23 april 1960 på den 0,5 mile (804,672 meter) långa ovalbanan Greenville-Pickens Speedway i Easley, precis väster om Greenville i South Carolina. Totalt avverkades 100 miles (160,934 km) fördelat på 200 varv. Banunderlaget var dirt. Loppet vanns av Ned Jarrett i en Ford ägd av Jarrett själv på tiden 1:36.15. Jarretts snitthastighet var 62,337 mph. Prispotten uppgick till 3 985 dollar, varav 800 dollar gick till segraren.

## Resultat
| Plc     | Nr | Förare           | Team/ bilägare    | Konstruktör | Start | Varv | Ledda varv |
| ------- | -- | ---------------- | ----------------- | ----------- | ----- | ---- | ---------- |
| 1       | 11 | Ned Jarrett      | Ned Jarrett       | Ford        | 5     | 200  | 61         |
| 2       | 42 | Lee Petty        | Petty Enterprises | Plymouth    | 2     | 200  | 54         |
| 3       | 43 | Richard Petty    | Petty Enterprises | Plymouth    | 3     | 199  | 0          |
| 4       | 36 | Tommy Irwin      | Tommy Irwin       | Ford        | 14    | 194  | 0          |
| 5       | 49 | Bob Welborn      | Bob Welborn       | Chevrolet   | 9     | 192  | 0          |
| 6       | 92 | Gerald Duke      | Gerald Duke       | Ford        | 18    | 188  | 0          |
| 7       | 80 | Neil Castles     | Neil Castles      | Ford        | 20    | 173  | 0          |
| 8       | 67 | David Pearson    | Pearson Racing    | Chevrolet   | 4     | 153  | 0          |
| 9       | 4  | Rex White        | Rex White         | Chevrolet   | 8     | 136  | 0          |
| 10      | 68 | Bud Parnell      | R.L. Baird        | Plymouth    | 21    | 126  | 0          |
| 11      | 70 | Elmo Henderson   | W.H. Watson       | Pontiac     | 6     | 120  | 0          |
| 12      | 50 | Junior Johnson   | W.T. Coppedge     | Chevrolet   | 10    | 113  | 0          |
| 13      | 17 | Fred Harb        | Fred Harb         | Ford        | 12    | 96   | 0          |
| 14      | 64 | Bunkie Blackburn | Spook Crawford    | Ford        | 17    | 96   | 0          |
| 15      | 12 | Joe Weatherly    | Holman Moody      | Ford        | 13    | 88   | 0          |
| 16      | 26 | Curtis Turner    | Holman Moody      | Ford        | 1     | 85   | 85         |
| 17      | 87 | Buck Baker       | Buck Baker Racing | Chevrolet   | 7     | 75   | 0          |
| 18      | 79 | James Norton     | James Norton      | Mercury     | 19    | 56   | 0          |
| 19      | 54 | Jimmy Pardue     | Ebart Clifton     | Dodge       | 15    | 51   | 0          |
| 20      | 32 | Paul Lewis       | Jess Potter       | Chevrolet   | 16    | 38   | 0          |
| 21      | 48 | G.C. Spencer     | Weldon Wagner     | Chevrolet   | 11    | 34   | 0          |
| 22      | 9  | Roy Tyner        | Roy Tyner         | Mercury]    | 22    | 12   | 0          |
| Källor: |    |                  |                   |             |       |      |            |